# Renzo Bompani
Renzo Bompani (Modena, 1919 – Modena, 5 marzo 1988) è stato un imprenditore e dirigente sportivo italiano fondatore della Bompani.

## Biografia
Reduce della seconda guerra mondiale, dove fu marconista dell'Aeronautica militare, era un riparatore di moto e biciclette. Nel 1954, fondò nella sua città natale una fonderia, la Smalteria Metallurgica Ghirlandina, che dal 1960 si specializzò nella produzione di elettrodomestici, dando vita alla Fox Bompani S.p.A..
Bompani è stato attivo nello sport come dirigente del Modena negli anni sessanta - che conseguì la doppia promozione dalla serie C alla serie A - e come proprietario di una scuderia di cavalli.
Dopo la sua morte, avvenuta nel 1988, la guida dell'azienda passò al figlio Mauro, che a tutt'oggi ne è amministratore.